# Coppa Italia
Coppa Italia (italijanski pokal) je pokalno nogometno tekmovanje v Italiji. Prvič je bilo organizirano leta 1922, drugič pa nato šele leta 1936. Tekmovanje je danes organizirano na pokalni način, ko se dve ekipi v eni tekmi pomerita za napredovanje v naslednji krog. Od četrtfinala dalje sta na sporedu po dve tekmi (doma in v gosteh), enako je tudi v finalu. Zmagovalec pokala ima pravico, da naslednjo sezono na dresu nosi logotip, krog v barvah italijanske zastave, ter pravico do nastopa v Pokalu UEFA.
Tekmovanje ni preveč atraktivno, zato slovi predvsem po slabi obiskanosti tekem. Medtem ko večje klube na svojih ligaških tekmah podpira okrog 50.000 gledalcev, se na pokalnih obračunih zbere le okrog 3.000 privržencev. To dejstvo je težko razumeti, kajti v ostalih državah je pokalno tekmovanje navadno precej bolj priljubljeno. Večje število gledalcev se zbere le na obeh finalnih tekmah, ki tudi določita potnika v Pokal UEFA.
Aktualni zmagovalec pokala je Napoli, ki je lovoriko osvojila Fiorentina.

## Dosedanji zmagovalci
| - 1922 - F.C. Vado - 1927/28 - ni bilo tekmovanja - 1935/36 - Torino - 1936/37 - Genoa - 1937/38 - Juventus - 1938/39 - Inter - 1939/40 - Fiorentina - 1940/41 - Venezia - 1941/42 - Juventus - 1942/43 - Torino - 1958 - Lazio - 1958/59 - Juventus - 1959/60 - Juventus - 1960/61 - Fiorentina - 1961/62 - Napoli - 1962/63 - Atalanta - 1963/64 - Roma - 1964/65 - Juventus - 1965/66 - Fiorentina - 1966/67 - Milan - 1967/68 - Torino - 1968/69 - Roma - 1969/70 - Bologna - 1970/71 - Torino - 1971/72 - Milan - 1972/73 - Milan - 1973/74 - Bologna - 1974/75 - Fiorentina - 1975/76 - Napoli - 1976/77 - Milan - 1977/78 - Inter - 1978/79 - Juventus - 1979/80 - Inter - 1980/81 - Roma |  | - 1981/82 - Inter - 1982/83 - Juventus - 1983/84 - Roma - 1984/85 - Sampdoria - 1985/86 - Roma - 1986/87 - Napoli - 1987/88 - Sampdoria - 1988/89 - Sampdoria - 1989/90 - Juventus - 1990/91 - Roma - 1991/92 - Parma - 1992/93 - Torino - 1993/94 - Sampdoria - 1994/95 - Juventus - 1995/96 - Fiorentina - 1996/97 - Vicenza - 1997/98 - Lazio - 1998/99 - Parma - 1999/00 - Lazio - 2000/01 - Fiorentina - 2001/02 - Parma - 2002/03 - Milan - 2003/04 - Lazio - 2004/05 - Inter - 2005/06 - Inter - 2006/07 - Roma - 2007/08 - Roma - 2008/09 - Lazio - 2009/10 - Inter - 2010/11 - Inter - 2011/12 - Napoli - 2012/13 - Lazio - 2013/14 - Napoli |